# 马道镇 (留坝县)
马道镇，是中华人民共和国陕西省汉中市留坝县下辖的一个乡镇级行政单位。

## 行政区划
马道镇下辖以下地区：
马道街村、沙坝村、核桃坝村、龙潭坝村、桥沟村、仙人沟村、二十里铺村、小东沟村、花草门村、辛家坝村、二郎庙村、乱石窑村、庞家嘴村、龚家院村、新房子村、老店子村和白岩山村。